# Фадия
Фадия (на латински: Fadia) е първата съпруга на римския триумвир Марк Антоний.
Фадия е дъщеря на освободения Квинт Фадий Гал. Тя ражда на Антоний няколко деца. Нищо не е известно за нея или децата ѝ. Цицерон е единствения римски източник, който споменява за тази жена.
След нея Марк Антоний се жени за Антония Хибрида Младша.